# John Barnett

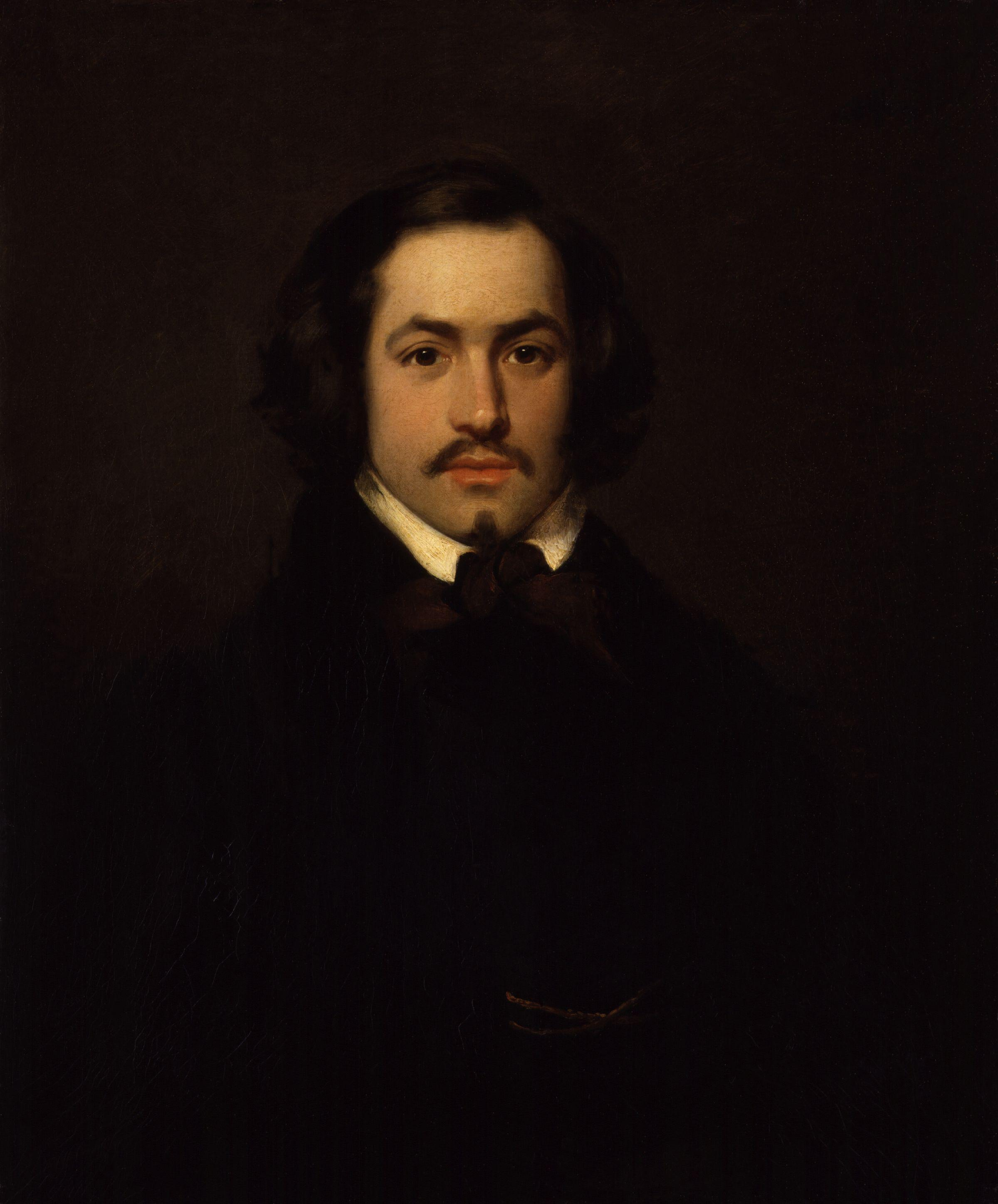
John Barnett, målad av Charles Baugniet.

John Barnett, född den 15 juli 1802 i Bedford, död den 16 april 1890, var en engelsk tonsättare, farbror till John Francis Barnett. 
Barnett uppträdde redan 1813 på tiljan i London som sopranist, men ägnade sig efter förlusten av sin röst uteslutande åt komposition. Bland hans operor kan nämnas The Mountain Sylph, Fair Rosamond och Farinelli, varav den förstnämnda är hans mest berömda verk.